# Bungonia Caves
Bungonia Caves är en grotta i Australien. Den ligger i kommunen Shoalhaven Shire och delstaten New South Wales, i den sydöstra delen av landet, omkring 150 kilometer sydväst om delstatshuvudstaden Sydney.
Runt Bungonia Caves är det glesbefolkat, med 18 invånare per kvadratkilometer.. Närmaste större samhälle är Marulan, omkring 14 kilometer nordväst om Bungonia Caves. 
I omgivningarna runt Bungonia Caves växer i huvudsak städsegrön lövskog. Genomsnittlig årsnederbörd är 1 238 millimeter. Den regnigaste månaden är februari, med i genomsnitt 210 mm nederbörd, och den torraste är juli, med 35 mm nederbörd.